# Fontllonga
Fontllonga es una localidad española del municipio de Camarasa, perteneciente a la provincia de Lérida, en la comunidad autónoma de Cataluña.

## Geografía
La localidad está situada próxima al río Noguera Pallaresa. Al norte de Fontllonga se encuentran San Oisme y Oroners, al este Figuerola de Meiá, al sur La Maçana y al oeste Santa Liña. Pertenece a la provincia de Lérida, en la comunidad autónoma de Cataluña.

## Historia
A mediados del siglo XIX, la localidad, por entonces cabeza de un municipio independiente, contaba con una población de 81 habitantes. Aparece descrita en el octavo volumen del Diccionario geográfico-estadístico-histórico de España y sus posesiones de Ultramar de Pascual Madoz de la siguiente manera: 

FONTLLONGA: l. con ayunt en la prov. de Lérida (7 1/2 leg.), part. jud. y oficialato de Balaguer (4), aud. terr. y c. g. de Cataluña (Barcelona 25), dióc. de Urgel (13 1/2); se halla sit. á la vertiente dé los montes de su nombre, combatido principalmente por los vientos de N. y E., y el clima templado; es propenso á tercianas, catarros y pútridas. Tiene 50 casas y una fuente de buena calidad para surtido de sus hab., la igl. parr. (San Miguel) está servida por un cura y un beneficiado de sangre; el curato es de primer ascenso, de nombramiento de S. M. y del diocesano en concurso general. Confina el térm. N San Oisme y Orones; E. Figuerola de Meyrá; S. Lamasana, y O. Sta. Liña: baña parte de este térm. el r. Noguera Pallaresa que pasa por la izq. del pueblo, encontrándose próximo á él una casa llamada el molino de Coix. El terreno parte es montuoso y tenaz, y parte pedregoso y árido, hallándose en él por el lado E. y S. algunos montes poblados de arbustos, robles y encinas. caminos: uno dirige al ant. correg. de Talarn por el punto llamado los Tarradets, otro á Ager y los restantes á los pueblos limítrofes, todos transitables. correos: se recibe de Balaguer por espreso los lunes, miércoles y sábados, y sale los martes, viernes y domingos. prod.: centeno, cebada, vino y aceite; se cria ganado vacuno y lanar; y hay caza de perdices, conejos y liebres, y pesca de truchas y barbos. ind.: 2 telares de lienzos ordinarios y un molino harinero y otro de aceite. pobl.: 14 vec., 81 alm. cap. prod.: 71,467 rs. contr.: el 14'28 por 100 de esta riqueza. presupuesto municipal: 180 rs. que se cubren por reparto vecinal.
(Madoz, 1847, p. 136)

En 1970 se fusionó con el municipio de Camarasa para dar lugar al término municipal de Camarasa-Fontllonga, que en 1984 pasó a ser llamado simplemente «Camarasa». Dentro del municipio de Camarasa existe hoy día una entidad municipal descentralizada llamada Fontllonga i Ametlla.

## Demografía
En 2021, tenía una población de 13 habitantes empadronados.
| Gráfica de evolución demográfica de Fontllonga entre 1842 y 1960 |
| |
| Población de derecho según los censos de población del INE Población de hecho según los censos de población del INEEntre el censo de 1857 y el anterior, crece el término del municipio porque incorpora a 255015 (Ametlla), 255172 (Figuerola de Meyá), 255230 (Masana), 255273 (Oronés), 255325 (San Hoisme) Entre el censo de 1970 y el anterior, este municipio desaparece porque se integra en el municipio 25062 (Camarasa Fontllonga) |